# شركة مصفاة الخرطوم المحدودة
شركة مصفاة الخرطوم السودانية المحدودة شركة بترولية في السودان. تم اختصار اسم الشركة إلى KRC. تأسست الشركة في عام 1997 وبدأت عملياتها في عام 2000. يقع مقرها في الخرطوم.

## ملكية
والشركة مملوكة بنسبة 50 ٪ من قبل وزارة الطاقة والتعدين التابعة للحكومة السودانية (MEM) و 50 ٪ مملوكة لشركة البترول الوطنية الصينية (CNPC). .

## عمليات
تدير الشركة مصفاة لتكرير النفط على بعد 70 كيلومتراً شمال الخرطوم. قدرة المصفاة 100000 برميل من النفط يوميا.
تعرف مصافي الخرطوم أيضًا باسم مصافي الجيلي وحدها التي تمكنت من تلبية جميع احتياجات السودان مما يجعلها مكتفية ذاتيًا من المنتجات البترولية. يتم تصدير النفط الزائد من ميناء بشير على البحر الأحمر عبر خط أنابيب بطول 1610 كم ، مما يجعله أطول خط أنابيب في أفريقيا.

## روابط خارجية
- الموقع الرسمي لشركة مصفاة السودان الخرطوم نسخة محفوظة 15 يوليو 2007 على موقع واي باك مشين.
- شركة مصفاة السودان الخرطوم في مبندي نسخة محفوظة 17 أبريل 2024 على موقع واي باك مشين.